# Triangulation (échecs)
Pour les articles homonymes, voir Triangulation.
Au jeu d'échecs, la triangulation est une suite de coups tactiques permettant de mettre l'adversaire en zugzwang (une position dans laquelle il est désavantageux d'avoir le trait). L'objectif est de donner le trait en perdant un temps. 
Cette manœuvre se rencontre le plus fréquemment dans les finales de pions lorsqu'un roi possède trois cases adjacentes formant un triangle qui lui permettent de maintenir la position alors que l'adversaire n'en possède que deux. Ce déséquilibre permet au roi de perdre un temps volontairement pour généralement éviter la nulle et gagner la partie.
La triangulation peut être rencontrée dans d'autres finales et même dans certains milieux de jeu.

## Exemple
La position suivante en donne un exemple.
|   | a | b | c | d | e | f | g | h |   |
| 8 | Pion noir sur case blanche b7 · Roi noir sur case blanche d7 · Pion blanc sur case noire b6 · cercle noir sur case blanche c6 · Pion blanc sur case noire c5 · Roi blanc sur case blanche d5 · cercle blanc sur case noire e5 · cercle blanc sur case noire d4 | Pion noir sur case blanche b7 · Roi noir sur case blanche d7 · Pion blanc sur case noire b6 · cercle noir sur case blanche c6 · Pion blanc sur case noire c5 · Roi blanc sur case blanche d5 · cercle blanc sur case noire e5 · cercle blanc sur case noire d4 | Pion noir sur case blanche b7 · Roi noir sur case blanche d7 · Pion blanc sur case noire b6 · cercle noir sur case blanche c6 · Pion blanc sur case noire c5 · Roi blanc sur case blanche d5 · cercle blanc sur case noire e5 · cercle blanc sur case noire d4 | Pion noir sur case blanche b7 · Roi noir sur case blanche d7 · Pion blanc sur case noire b6 · cercle noir sur case blanche c6 · Pion blanc sur case noire c5 · Roi blanc sur case blanche d5 · cercle blanc sur case noire e5 · cercle blanc sur case noire d4 | Pion noir sur case blanche b7 · Roi noir sur case blanche d7 · Pion blanc sur case noire b6 · cercle noir sur case blanche c6 · Pion blanc sur case noire c5 · Roi blanc sur case blanche d5 · cercle blanc sur case noire e5 · cercle blanc sur case noire d4 | Pion noir sur case blanche b7 · Roi noir sur case blanche d7 · Pion blanc sur case noire b6 · cercle noir sur case blanche c6 · Pion blanc sur case noire c5 · Roi blanc sur case blanche d5 · cercle blanc sur case noire e5 · cercle blanc sur case noire d4 | Pion noir sur case blanche b7 · Roi noir sur case blanche d7 · Pion blanc sur case noire b6 · cercle noir sur case blanche c6 · Pion blanc sur case noire c5 · Roi blanc sur case blanche d5 · cercle blanc sur case noire e5 · cercle blanc sur case noire d4 | Pion noir sur case blanche b7 · Roi noir sur case blanche d7 · Pion blanc sur case noire b6 · cercle noir sur case blanche c6 · Pion blanc sur case noire c5 · Roi blanc sur case blanche d5 · cercle blanc sur case noire e5 · cercle blanc sur case noire d4 | 8 |
| 7 | Pion noir sur case blanche b7 · Roi noir sur case blanche d7 · Pion blanc sur case noire b6 · cercle noir sur case blanche c6 · Pion blanc sur case noire c5 · Roi blanc sur case blanche d5 · cercle blanc sur case noire e5 · cercle blanc sur case noire d4 | Pion noir sur case blanche b7 · Roi noir sur case blanche d7 · Pion blanc sur case noire b6 · cercle noir sur case blanche c6 · Pion blanc sur case noire c5 · Roi blanc sur case blanche d5 · cercle blanc sur case noire e5 · cercle blanc sur case noire d4 | Pion noir sur case blanche b7 · Roi noir sur case blanche d7 · Pion blanc sur case noire b6 · cercle noir sur case blanche c6 · Pion blanc sur case noire c5 · Roi blanc sur case blanche d5 · cercle blanc sur case noire e5 · cercle blanc sur case noire d4 | Pion noir sur case blanche b7 · Roi noir sur case blanche d7 · Pion blanc sur case noire b6 · cercle noir sur case blanche c6 · Pion blanc sur case noire c5 · Roi blanc sur case blanche d5 · cercle blanc sur case noire e5 · cercle blanc sur case noire d4 | Pion noir sur case blanche b7 · Roi noir sur case blanche d7 · Pion blanc sur case noire b6 · cercle noir sur case blanche c6 · Pion blanc sur case noire c5 · Roi blanc sur case blanche d5 · cercle blanc sur case noire e5 · cercle blanc sur case noire d4 | Pion noir sur case blanche b7 · Roi noir sur case blanche d7 · Pion blanc sur case noire b6 · cercle noir sur case blanche c6 · Pion blanc sur case noire c5 · Roi blanc sur case blanche d5 · cercle blanc sur case noire e5 · cercle blanc sur case noire d4 | Pion noir sur case blanche b7 · Roi noir sur case blanche d7 · Pion blanc sur case noire b6 · cercle noir sur case blanche c6 · Pion blanc sur case noire c5 · Roi blanc sur case blanche d5 · cercle blanc sur case noire e5 · cercle blanc sur case noire d4 | Pion noir sur case blanche b7 · Roi noir sur case blanche d7 · Pion blanc sur case noire b6 · cercle noir sur case blanche c6 · Pion blanc sur case noire c5 · Roi blanc sur case blanche d5 · cercle blanc sur case noire e5 · cercle blanc sur case noire d4 | 7 |
| 6 | Pion noir sur case blanche b7 · Roi noir sur case blanche d7 · Pion blanc sur case noire b6 · cercle noir sur case blanche c6 · Pion blanc sur case noire c5 · Roi blanc sur case blanche d5 · cercle blanc sur case noire e5 · cercle blanc sur case noire d4 | Pion noir sur case blanche b7 · Roi noir sur case blanche d7 · Pion blanc sur case noire b6 · cercle noir sur case blanche c6 · Pion blanc sur case noire c5 · Roi blanc sur case blanche d5 · cercle blanc sur case noire e5 · cercle blanc sur case noire d4 | Pion noir sur case blanche b7 · Roi noir sur case blanche d7 · Pion blanc sur case noire b6 · cercle noir sur case blanche c6 · Pion blanc sur case noire c5 · Roi blanc sur case blanche d5 · cercle blanc sur case noire e5 · cercle blanc sur case noire d4 | Pion noir sur case blanche b7 · Roi noir sur case blanche d7 · Pion blanc sur case noire b6 · cercle noir sur case blanche c6 · Pion blanc sur case noire c5 · Roi blanc sur case blanche d5 · cercle blanc sur case noire e5 · cercle blanc sur case noire d4 | Pion noir sur case blanche b7 · Roi noir sur case blanche d7 · Pion blanc sur case noire b6 · cercle noir sur case blanche c6 · Pion blanc sur case noire c5 · Roi blanc sur case blanche d5 · cercle blanc sur case noire e5 · cercle blanc sur case noire d4 | Pion noir sur case blanche b7 · Roi noir sur case blanche d7 · Pion blanc sur case noire b6 · cercle noir sur case blanche c6 · Pion blanc sur case noire c5 · Roi blanc sur case blanche d5 · cercle blanc sur case noire e5 · cercle blanc sur case noire d4 | Pion noir sur case blanche b7 · Roi noir sur case blanche d7 · Pion blanc sur case noire b6 · cercle noir sur case blanche c6 · Pion blanc sur case noire c5 · Roi blanc sur case blanche d5 · cercle blanc sur case noire e5 · cercle blanc sur case noire d4 | Pion noir sur case blanche b7 · Roi noir sur case blanche d7 · Pion blanc sur case noire b6 · cercle noir sur case blanche c6 · Pion blanc sur case noire c5 · Roi blanc sur case blanche d5 · cercle blanc sur case noire e5 · cercle blanc sur case noire d4 | 6 |
| 5 | Pion noir sur case blanche b7 · Roi noir sur case blanche d7 · Pion blanc sur case noire b6 · cercle noir sur case blanche c6 · Pion blanc sur case noire c5 · Roi blanc sur case blanche d5 · cercle blanc sur case noire e5 · cercle blanc sur case noire d4 | Pion noir sur case blanche b7 · Roi noir sur case blanche d7 · Pion blanc sur case noire b6 · cercle noir sur case blanche c6 · Pion blanc sur case noire c5 · Roi blanc sur case blanche d5 · cercle blanc sur case noire e5 · cercle blanc sur case noire d4 | Pion noir sur case blanche b7 · Roi noir sur case blanche d7 · Pion blanc sur case noire b6 · cercle noir sur case blanche c6 · Pion blanc sur case noire c5 · Roi blanc sur case blanche d5 · cercle blanc sur case noire e5 · cercle blanc sur case noire d4 | Pion noir sur case blanche b7 · Roi noir sur case blanche d7 · Pion blanc sur case noire b6 · cercle noir sur case blanche c6 · Pion blanc sur case noire c5 · Roi blanc sur case blanche d5 · cercle blanc sur case noire e5 · cercle blanc sur case noire d4 | Pion noir sur case blanche b7 · Roi noir sur case blanche d7 · Pion blanc sur case noire b6 · cercle noir sur case blanche c6 · Pion blanc sur case noire c5 · Roi blanc sur case blanche d5 · cercle blanc sur case noire e5 · cercle blanc sur case noire d4 | Pion noir sur case blanche b7 · Roi noir sur case blanche d7 · Pion blanc sur case noire b6 · cercle noir sur case blanche c6 · Pion blanc sur case noire c5 · Roi blanc sur case blanche d5 · cercle blanc sur case noire e5 · cercle blanc sur case noire d4 | Pion noir sur case blanche b7 · Roi noir sur case blanche d7 · Pion blanc sur case noire b6 · cercle noir sur case blanche c6 · Pion blanc sur case noire c5 · Roi blanc sur case blanche d5 · cercle blanc sur case noire e5 · cercle blanc sur case noire d4 | Pion noir sur case blanche b7 · Roi noir sur case blanche d7 · Pion blanc sur case noire b6 · cercle noir sur case blanche c6 · Pion blanc sur case noire c5 · Roi blanc sur case blanche d5 · cercle blanc sur case noire e5 · cercle blanc sur case noire d4 | 5 |
| 4 | Pion noir sur case blanche b7 · Roi noir sur case blanche d7 · Pion blanc sur case noire b6 · cercle noir sur case blanche c6 · Pion blanc sur case noire c5 · Roi blanc sur case blanche d5 · cercle blanc sur case noire e5 · cercle blanc sur case noire d4 | Pion noir sur case blanche b7 · Roi noir sur case blanche d7 · Pion blanc sur case noire b6 · cercle noir sur case blanche c6 · Pion blanc sur case noire c5 · Roi blanc sur case blanche d5 · cercle blanc sur case noire e5 · cercle blanc sur case noire d4 | Pion noir sur case blanche b7 · Roi noir sur case blanche d7 · Pion blanc sur case noire b6 · cercle noir sur case blanche c6 · Pion blanc sur case noire c5 · Roi blanc sur case blanche d5 · cercle blanc sur case noire e5 · cercle blanc sur case noire d4 | Pion noir sur case blanche b7 · Roi noir sur case blanche d7 · Pion blanc sur case noire b6 · cercle noir sur case blanche c6 · Pion blanc sur case noire c5 · Roi blanc sur case blanche d5 · cercle blanc sur case noire e5 · cercle blanc sur case noire d4 | Pion noir sur case blanche b7 · Roi noir sur case blanche d7 · Pion blanc sur case noire b6 · cercle noir sur case blanche c6 · Pion blanc sur case noire c5 · Roi blanc sur case blanche d5 · cercle blanc sur case noire e5 · cercle blanc sur case noire d4 | Pion noir sur case blanche b7 · Roi noir sur case blanche d7 · Pion blanc sur case noire b6 · cercle noir sur case blanche c6 · Pion blanc sur case noire c5 · Roi blanc sur case blanche d5 · cercle blanc sur case noire e5 · cercle blanc sur case noire d4 | Pion noir sur case blanche b7 · Roi noir sur case blanche d7 · Pion blanc sur case noire b6 · cercle noir sur case blanche c6 · Pion blanc sur case noire c5 · Roi blanc sur case blanche d5 · cercle blanc sur case noire e5 · cercle blanc sur case noire d4 | Pion noir sur case blanche b7 · Roi noir sur case blanche d7 · Pion blanc sur case noire b6 · cercle noir sur case blanche c6 · Pion blanc sur case noire c5 · Roi blanc sur case blanche d5 · cercle blanc sur case noire e5 · cercle blanc sur case noire d4 | 4 |
| 3 | Pion noir sur case blanche b7 · Roi noir sur case blanche d7 · Pion blanc sur case noire b6 · cercle noir sur case blanche c6 · Pion blanc sur case noire c5 · Roi blanc sur case blanche d5 · cercle blanc sur case noire e5 · cercle blanc sur case noire d4 | Pion noir sur case blanche b7 · Roi noir sur case blanche d7 · Pion blanc sur case noire b6 · cercle noir sur case blanche c6 · Pion blanc sur case noire c5 · Roi blanc sur case blanche d5 · cercle blanc sur case noire e5 · cercle blanc sur case noire d4 | Pion noir sur case blanche b7 · Roi noir sur case blanche d7 · Pion blanc sur case noire b6 · cercle noir sur case blanche c6 · Pion blanc sur case noire c5 · Roi blanc sur case blanche d5 · cercle blanc sur case noire e5 · cercle blanc sur case noire d4 | Pion noir sur case blanche b7 · Roi noir sur case blanche d7 · Pion blanc sur case noire b6 · cercle noir sur case blanche c6 · Pion blanc sur case noire c5 · Roi blanc sur case blanche d5 · cercle blanc sur case noire e5 · cercle blanc sur case noire d4 | Pion noir sur case blanche b7 · Roi noir sur case blanche d7 · Pion blanc sur case noire b6 · cercle noir sur case blanche c6 · Pion blanc sur case noire c5 · Roi blanc sur case blanche d5 · cercle blanc sur case noire e5 · cercle blanc sur case noire d4 | Pion noir sur case blanche b7 · Roi noir sur case blanche d7 · Pion blanc sur case noire b6 · cercle noir sur case blanche c6 · Pion blanc sur case noire c5 · Roi blanc sur case blanche d5 · cercle blanc sur case noire e5 · cercle blanc sur case noire d4 | Pion noir sur case blanche b7 · Roi noir sur case blanche d7 · Pion blanc sur case noire b6 · cercle noir sur case blanche c6 · Pion blanc sur case noire c5 · Roi blanc sur case blanche d5 · cercle blanc sur case noire e5 · cercle blanc sur case noire d4 | Pion noir sur case blanche b7 · Roi noir sur case blanche d7 · Pion blanc sur case noire b6 · cercle noir sur case blanche c6 · Pion blanc sur case noire c5 · Roi blanc sur case blanche d5 · cercle blanc sur case noire e5 · cercle blanc sur case noire d4 | 3 |
| 2 | Pion noir sur case blanche b7 · Roi noir sur case blanche d7 · Pion blanc sur case noire b6 · cercle noir sur case blanche c6 · Pion blanc sur case noire c5 · Roi blanc sur case blanche d5 · cercle blanc sur case noire e5 · cercle blanc sur case noire d4 | Pion noir sur case blanche b7 · Roi noir sur case blanche d7 · Pion blanc sur case noire b6 · cercle noir sur case blanche c6 · Pion blanc sur case noire c5 · Roi blanc sur case blanche d5 · cercle blanc sur case noire e5 · cercle blanc sur case noire d4 | Pion noir sur case blanche b7 · Roi noir sur case blanche d7 · Pion blanc sur case noire b6 · cercle noir sur case blanche c6 · Pion blanc sur case noire c5 · Roi blanc sur case blanche d5 · cercle blanc sur case noire e5 · cercle blanc sur case noire d4 | Pion noir sur case blanche b7 · Roi noir sur case blanche d7 · Pion blanc sur case noire b6 · cercle noir sur case blanche c6 · Pion blanc sur case noire c5 · Roi blanc sur case blanche d5 · cercle blanc sur case noire e5 · cercle blanc sur case noire d4 | Pion noir sur case blanche b7 · Roi noir sur case blanche d7 · Pion blanc sur case noire b6 · cercle noir sur case blanche c6 · Pion blanc sur case noire c5 · Roi blanc sur case blanche d5 · cercle blanc sur case noire e5 · cercle blanc sur case noire d4 | Pion noir sur case blanche b7 · Roi noir sur case blanche d7 · Pion blanc sur case noire b6 · cercle noir sur case blanche c6 · Pion blanc sur case noire c5 · Roi blanc sur case blanche d5 · cercle blanc sur case noire e5 · cercle blanc sur case noire d4 | Pion noir sur case blanche b7 · Roi noir sur case blanche d7 · Pion blanc sur case noire b6 · cercle noir sur case blanche c6 · Pion blanc sur case noire c5 · Roi blanc sur case blanche d5 · cercle blanc sur case noire e5 · cercle blanc sur case noire d4 | Pion noir sur case blanche b7 · Roi noir sur case blanche d7 · Pion blanc sur case noire b6 · cercle noir sur case blanche c6 · Pion blanc sur case noire c5 · Roi blanc sur case blanche d5 · cercle blanc sur case noire e5 · cercle blanc sur case noire d4 | 2 |
| 1 | Pion noir sur case blanche b7 · Roi noir sur case blanche d7 · Pion blanc sur case noire b6 · cercle noir sur case blanche c6 · Pion blanc sur case noire c5 · Roi blanc sur case blanche d5 · cercle blanc sur case noire e5 · cercle blanc sur case noire d4 | Pion noir sur case blanche b7 · Roi noir sur case blanche d7 · Pion blanc sur case noire b6 · cercle noir sur case blanche c6 · Pion blanc sur case noire c5 · Roi blanc sur case blanche d5 · cercle blanc sur case noire e5 · cercle blanc sur case noire d4 | Pion noir sur case blanche b7 · Roi noir sur case blanche d7 · Pion blanc sur case noire b6 · cercle noir sur case blanche c6 · Pion blanc sur case noire c5 · Roi blanc sur case blanche d5 · cercle blanc sur case noire e5 · cercle blanc sur case noire d4 | Pion noir sur case blanche b7 · Roi noir sur case blanche d7 · Pion blanc sur case noire b6 · cercle noir sur case blanche c6 · Pion blanc sur case noire c5 · Roi blanc sur case blanche d5 · cercle blanc sur case noire e5 · cercle blanc sur case noire d4 | Pion noir sur case blanche b7 · Roi noir sur case blanche d7 · Pion blanc sur case noire b6 · cercle noir sur case blanche c6 · Pion blanc sur case noire c5 · Roi blanc sur case blanche d5 · cercle blanc sur case noire e5 · cercle blanc sur case noire d4 | Pion noir sur case blanche b7 · Roi noir sur case blanche d7 · Pion blanc sur case noire b6 · cercle noir sur case blanche c6 · Pion blanc sur case noire c5 · Roi blanc sur case blanche d5 · cercle blanc sur case noire e5 · cercle blanc sur case noire d4 | Pion noir sur case blanche b7 · Roi noir sur case blanche d7 · Pion blanc sur case noire b6 · cercle noir sur case blanche c6 · Pion blanc sur case noire c5 · Roi blanc sur case blanche d5 · cercle blanc sur case noire e5 · cercle blanc sur case noire d4 | Pion noir sur case blanche b7 · Roi noir sur case blanche d7 · Pion blanc sur case noire b6 · cercle noir sur case blanche c6 · Pion blanc sur case noire c5 · Roi blanc sur case blanche d5 · cercle blanc sur case noire e5 · cercle blanc sur case noire d4 | 1 |
|   | a | b | c | d | e | f | g | h |   |

La solution contre le meilleur jeu noir est :
1. Re5! Rc6
2. Rd4 Rd7
3. Rd5 et gagne.